# 건양사이버대학교
건양사이버대학교(建陽사이버大學校, Konyang Cyber University)는 학교법인 건양교육재단 소속의 원격대학 (이하 사이버대), 2011년 10월 26일 교육과학기술부의 인가를 받아 2012년 3월 문을 연 4년제 정규 사이버대학교다. 부속 부설기관으로는 산학협력단, 평생교육원, 지역학습관, 인권센터, 장애학생지원센터, 군·산업체교육센터가 있다.　 ⠀
건양사이버대학교는 직장인의 재교육과 경력·학력 단절 여성, 가사 주부 또는 직업 군인, 사회초년생, 정년퇴임을 앞둔 직장인 등 다양한 연령대와 계층에 1:1 맞춤형 대학 교육과정을 운영하고 있다. 대한민국 최고 콘텐츠 제작을 위해 과감한 투자와 연구를 멈추지 않는다.
이러한 결과로 사이버대학교 중 최초로 정면판서형 강의 스튜디오(블랙스튜디오)를 구축했다. 질 좋은 강의 제작을 위해 교수법 코칭 기법 강화 프로젝트를 시행하고, 질 관리 측면에서 강의 콘텐츠를 100% 자체 제작하고 있다. 이를 통해 전체 강의의 95%를 시간과 공간에 제한 없이 모바일에서 수강이 가능하도록 했다.
또한 질 높은 학습을 위한 교수법 개발과 과제 중심 학습(PBL) 등 다양한 자기주도 학습 프로그램을 병행하고 있으며 학생들에게 더욱 안정적인 교육 서비스를 제공하기 위해 차세대종합정보시스템을 구축, 탄탄한 교육과정과 4차 산업혁명 시대에 발맞춘 지속적인 교육혁신으로 주목받아 오고 있다. 그 결실로 건양사이버대학교는 교육부가 지원하는 K-MOOC 사업과 한국대학교육협의회 주관 2022년 대학정보공시 운영 협력대학에 전국 사이버대학교 중 최초로 선정됐다. 또한 학업유지율(대학정보공시 기준 중도탈락율 7.1%로 학업을 유지하는 비율을 의미함)은 전국 4년제 사이버대학교 중 가장 높은 92.8%로 입학하면 졸업까지 책임지는 대학임을 대내외에 입증하고 있다.

## 설치 학부
3개 학부 15개 학과로 구성되어 있다

### 복지학부
- 사회복지학과(https://myurl.ai/zda9cy) : 아동·청소년·중장년 노인세대를 위한 최적의 복지 사회 구현을 위해 사회복지제도 및 보육서비스의 변화를 실천하고 현장중심의 전문적인 복지 인력을 양성하고 있는 학과이다.
- 노인복지학과(https://myurl.ai/zdbWO6) : 현재와 미래의 노인세대를 위한 최적의 복지사회 구현을 위해 인간과 복지에 대한 확고한 신념을 기반으로 전문적 지식과 기술을 갖춘 노인복지 전문 인력의 양성에 역점을 두고 있다. 이를 위해 노인복지와 평생교육의 융합에 기초한 학제적 접근을 통해 다양한 노인복지정책 및 실천 관련 과목을 다루고 있다.
- 보건의료복지학과(https://myurl.ai/zdbXGB): 보건의료·복지 분야에서 건강하고 행복한 사회를 만드는 실용인재 양성을 목표로 한다.
- 아동복지학과(https://myurl.ai/zdbXJ9): 전인적 요양과 창의성을 갖춘 아동의 성장과 발달을 지원하는 최고의 아동전문가, 아동교육자 양성을 교육목표로 하고 있다.
- 법무행정복지학과: 융합교육의 가치를 기반으로 실무중심형 법률 교육의 토대 위에 행정과 사회복지를 융합한 급변하는 사회 요구에 부합하는 새로운 인재 양성을 목적으로 한다.
- 사회복지상담학과(https://myurl.ai/zdbXNq): 변화하는 사회환경으로 발생하는 다양한 개인 및 사회적 위험에 전문적으로 개입할 수 있는 사회복지 전문 인력을 양성하는 학과이다.

### 휴먼학부
- 다문화한국어학과(https://myurl.ai/zdbXYb): 세계에 한국어와 한국문화를 알리고, 국민과 이주민의 안정적인 화합을 주도하는 한국어교육과 다문화교육 전문가를 양성하는 학과이다.
- 상담심리치료학과(https://myurl.ai/zdb0EX): 인간의 마음과 행동의 원인을 이해하고, 인간의 정서, 성격, 행동 등의 다양한 문제를 해결하며 건강하게 성장할 수 있도록 돕는 능력을 갖춘 상담 및 임상심리사양성을 목표로 하는 학과이다.
- 행동발달치료학과(https://myurl.ai/zdbYoS) : 전국 4년제 대학 중 최초로 QABA 공인자폐전문가(QASP-S)자격 과정을 유치한 학과이다. 학과장으로 임명된 김대용 교수는 우리나라에서 손꼽히는 행동재활 분야의 인재라고 한다. 성장기 장애 아동의 기능을 향상하고, 긍정적 행동을 지원하는 행동재활치료 전문교육을 하는 학과인데, 2021학년도에 신설되었음에도 불구하고 이 분야에서는 입소문이 자자해서 많은 학생이 유입되고 있다.
- 심리운동치료학과(https://myurl.ai/zdb1fK): 심리운동에 대한 종합적인 이해를 바탕으로 현장에서 이를 응용하고 적용할 수 있는 현장 실전형 전문인력 양성을 목표로 하는 학과이다.

### 실용학부
- 글로벌뷰티학과(https://myurl.ai/zdbY9I): 미래 감성시대에 주목되고 있는 분야로서 뷰티산업의 과학화를 통해 삶의 질을 향상시키고 뷰티미용 산업의 전문가를 길러내는 실용학문 분야이다. 다양한 직무분야에서 21세기 미의식을 이끌어 갈 수 있는 지도적 인재를 육성하기 위해 이론 및 실무능력을 두루 갖추어 각 미용분야에서 활약할 수 있도록 독창적이고 국제적 감각을 겸비한 뷰티 전문가를 양성한다.
- 산업안전소방학과(https://myurl.ai/zdbZAE): 계속되는 지진, 태풍, 산사태 등 다양한 재난·재해로부터 인간의 안전한 삶과 재산을 지키기 위한 예방과 진압은 물론 안전관리 등 다양한 분야에 알맞은 지식을 바탕으로 안전사회구축과 환경에 능동적으로 대응하는 맞춤형 재난 안전 이론과 실무적 지식을 갖춘 우수한 소방 기술 및 행정 인력을 양성하는데 목표를 두고 있다.
- 디지털마케팅학과(https://myurl.ai/zdb0Cj): 중소벤처기업부 소상공인시장진흥공단 "디지털 특성화 대학"선정으로 디지털 시대의 지역거점 최초의 디지털 특성화 학과이다. 정보통신 기술의 발달로 디지털 전환 시대를 맞이함에 따라 컴퓨터를 활용한 디지털 기초와 경영이론부터 정보기술 활용에 대한 이론적, 실무적 지식을 종합적이고 체계적으로 활용하는 방법을 학습함으로써 창의적인 사고와 응용능력을 기를 수 있다.
- 반려동물관리학과(https://myurl.ai/zdb0OI): '동물사랑'을 통한 '생명존중'과 동물과 사람이 좋은 환경에서 건강과 복지가 공존하는 행복한 미래를 만드는 '원 헬스(One Health)', '원 웰페어(One Welfare)' 시대의 맞춤형 반려동물과 동물보호ㆍ동물복지 전문가 양성하는 학과이다.
- 온라인평생교육학과(https://myurl.ai/zdb0TP): 평생학습과 디지털 대전환이라는 두 핵심적인 화두를 융합하여, 온라인 평생교육 실현을 위한 콘텐츠 개발 역량 및 평생교육 전문 실무 역량을 갖춘 전문가를 양성하는 학과이다.

## 같이 보기
- 학교법인 건양학원
- 건양대학교
- 건양대학교병원
- 건양고등학교
- 건양중학교
- 김안과병원